# لوطی قرن بیستم
لوطی قرن بیستم فیلمی به کارگردانی رضا صفایی و نویسندگی کمال دانش محصول سال ۱۳۴۷ است. گفته می‌شود، صفایی ساخت فیلم «لوطی قرن بیستم» را با بازی رضا بیک ایمانوردی در ۹ روز پایان داد و توانست عنوان سریع‌ترین کارگردان را در سینمای ایران به خود اختصاص داد.

## داستان
جوان متمولی بشدت جدی و مقرراتی است. رانندهٔ او با دو دختر آشنا می‌شود که از اصفهان به تهران آمده‌اند و در جستجوی کار هستند. راننده برای آن‌ها در کاباره ای کار پیدا می‌کند. جوان متمول دخترها را می‌بیند و به یکی از آن‌ها علاقه‌مند می‌شود. دختر متدرجاً بر روحیه و رفتار جوان متمول تأثیر گذارده و در پایان نیز با او ازدواج می‌کند.

## بازیگران
- رضا بیک ایمانوردی
- عبداله بوتیمار
- شیده
- احمد قدکچیان
- منیره نجاتی
- فرنگیس فروهر
- صمد صباحی
- یدالله محمدی‌نژاد
- داریوش اسدزاده